# Веровское
Веровско́е или Ве́ровское (бел. Ве́раўскае / Вера́ўскае) — озеро в Гродненском районе Гродненской области Белоруссии. Относится к бассейну реки Пыранка.

## Описание
Озеро Веровское располагается в 33 км к северо-востоку от города Гродно, возле деревни Глушнево, на высоте 116,5 м над уровнем моря.
Площадь поверхности озера составляет 1,35 км². Длина — 7,2 км, наибольшая ширина — 0,32 км, средняя ширина — 0,19 км. Длина береговой линии — 16,66 км. Максимальная глубина — 6,5 м, средняя — 1,8 м. Объём воды — 2,5 млн м³, площадь водосбора — 119,1 км².
Котловина озера узкая, лентообразная. Склоны котловины крутые, высотой до 10 м, поросшие лесом. Берега высокие, с узким мелководьем, за исключением нескольких заливов и низкого заболоченного участка на севере. Дно вдоль берегов песчаное, глубже илисто-песчаное и сапропелистое. Зарастает водоём незначительно.
Минерализация воды составляет 242,4 мг/л, прозрачность — 1,1 м, цветность — 82°. Водородный показатель — 8,03. Через озеро протекает река Соломянка. Выше и ниже по её течению располагаются озёра Чижовка и Дервениское (Кальница) соответственно.
В озере обитают лещ, щука, плотва, язь, карась, линь, краснопёрка, окунь, уклейка, ёрш.

## Месторождение сапропеля
Сапропель озера Веровское — кремнезёмистого типа. Его запасы составляют 5,3 млн м³. Средняя мощность отложений — 5,3 м, наибольшая — 6,8 м. Содержание в сухом остатке, %: окислов кальция — 5,1, калия — 0,5, фосфора — 0,7. Зольность — 65 %, водородный показатель — 7. Сапропель может использоваться в качестве удобрения.

## Охрана природы
Озеро Веровское входит в состав республиканского ландшафтного заказника Озёры. На озере организовано платное любительское рыболовство. Использование плавсредств с мотором запрещено.